# ナタ転生
ナタ転生 （中国語: 新神榜：哪吒重生、英語：New Gods：Nezha Reborn）は、明代の小説『封神演義』のキャラクターである哪吒に基づく、2021年の中国の3Dアニメーションファンタジーアクション映画。監督は趙霽、脚本は沐川。世界観はスチームパンクとサイバーパンクの要素が含まれる。哪吒は架空の都市東海（1920年代の上海に基づく）で李雲祥として転生し、3000年前の竜の一族との因縁の解決を迫られる。
映画は2021年2月12日（旧正月）に中国本土で公開された。Netflixは中国を除いた世界で映画の権利を取得し、2021年4月12日に同プラットフォームで公開した。
なお、2019年の映画に同じく哪吒を扱った『ナタ～魔童降臨～』があるが、本作と次回作は共に『新封神演義』シリーズに属している。一方で『ナタ～魔童降臨～』と『ナタ 魔童の大暴れ』は共に『魔童 ナタ』シリーズに属し、制作や配給会社も異なり無関係である。どちらも同じ明王朝の小説『封神演義』に基づいている。

## あらすじ
哪吒が竜の一族と戦ってから3000年後、東海市の若いバイク乗りである李雲祥は、自身がナタ（哪吒）の生まれ変わりであることに気づく。ナタの力を習得しようとする雲祥の前には敵が現れ、雲祥は竜の一族との3000年前の因縁に決着をつけなければならない。

## 声優
李雲祥
声：内田雄馬、Yang Tianxiang/楊天翔（北京語）、スティーブン・フー（英語）
- 主人公。バイク乗りであり、密輸も行う宅配便業者。ナタの生まれ変わり。

仮面の男
声：松岡禎丞、Zhang He/張赫（北京語）、Jason Ko（英語）
- 東海市のレース場のオーナーだが、仮面をつけており正体は不明。

東海竜王
声：Xuan Xiaoming/宣暁鳴（北京語）、 Andrew Kishino （英語）
- ナタと敵対する竜の一族のリーダー。現代では徳興グループの会長を務めている。

蘇君竹
声：Li Shimeng/李詩萌（北京語）、Nicole Fong（英語）
- 東海市の病院に務める医師。バイクレースの腕前も高く、雲祥が片思いをする相手。

カーシャ
声：内田真礼、Zhu Ke'er（北京語）、Victoria Grace（英語）
- 雲祥の幼なじみであり、人気歌手。

敖丙
声：鈴木達央、King Zhenhe（北京語）、 Aleks Le （英語）
- 過去にナタに敗れた東海竜王の息子。氷を操る能力を持つ。

李金祥
声：TBA（北京語）、ハリソン・シュウ（英語）
- 雲祥の兄。父親は反対しているが、雲祥の宅配の仕事をサポートしている。

夜叉
声：Gao Zengzhi（北京語）、TBA（英語）
- 東海竜王の右腕。 [3]

彩雲
声：日笠陽子
- 前世でナタに殺された恨みから、現代で雲祥の命を狙う。 [3]

## 製作
本作は中国明王朝の小説『封神演義』に登場する神である哪吒のストーリーを膨らませたものである。監督は趙霽、制作は追光動画で、制作には4年かかっている。以前に同じ監督と制作会社、キャストと一部クルーで2019年の映画『白蛇: 縁起』を制作した。
監督によると、サイバーパンクの都市東海は、1920年代と30年代のマンハッタンや中華民国時代の上海を織り交ぜて設計された。

## 公開時期
この映画はもともと2020年夏の公開が予定されていたが、延期された。2020年には、アヌシー国際アニメーション映画祭で「work in progress（制作進行中）」として発表され、プロモーションビデオが公開された。2020年8月、初の公式予告編が公開された。2020年10月10日、プロモーションポスターが公開され、2021年2月12日（旧正月）に映画の公開が発表された。2021年2月6日に中国のIMAX劇場で上映され、2月9日に2回目の上映が行われた。公開日の週末には、映画は2130万米ドルの売り上げを出した。
日本では2021年2月26日から全国で上映された。
Netflixは、中国本土以外での映画のストリーミング権を取得し、2021年4月12日にプラットフォームで公開された。

## 評価
評論家のLim Yian Yuは、この映画を古典小説の「興味深い解釈」と呼び、「子供から大人まで楽しめる、間違いなく家族向けの映画」だと語った。
Sun Jiayinは、哪吒を元のストーリーから3000年後のキャラクターに設定したことを賞賛し、このことが、この映画を他の多くの封神演義を基にした作品と異なる存在にした点だと述べた。

## 続編
続編の『新封神演義・楊戩』（原題：新神榜：杨戬）が2022年に公開された。